# Reinas (serie de televisión)
Reinas es una serie de televisión española y británica cuya emisión comenzó el 24 de enero de 2017 y finalizó el 28 de febrero de 2017 que trata sobre la rivalidad entre María Estuardo, reina de Escocia, e Isabel I, reina de Inglaterra. La serie está producida por José Luis Moreno a cargo de TVE en coproducción con la BBC, con un reparto de actores británicos y españoles, y se podrá ver en Reino Unido también.

## Sinopsis
Tras trece años de ausencia, en 1561, desde la cubierta de un galeón lujoso y acompañada por un séquito, la viuda María I de Escocia una joven de 19 años divisa tierra. Educada en los más exquisitos colegios europeos, regresa a su país, encontrándose un país pobre y dividido por las luchas religiosas y los levantamientos continuos entre los distintos clanes de la nobleza, incentivados por su gran enemiga, Isabel I de Inglaterra, la cabeza visible de la iglesia de Inglaterra a quien el Papado declara continuamente su desaprobación y una guerra sin cuartel en el que implicará sin querer al rey Felipe II de España, uno de los monarcas más poderosos.

## Reparto
- Olivia Chenery - María Estuardo
- Rebecca Scott - Isabel I
- Harry Jarvis - Lord Darnley
- Adrián Castiñeiras - Felipe II
- Fernando Gil - Gran Duque de Alba
- Laura Ledesma - Isabel de Valois
- Carlos Camino - David Rizzio
- Nick Cornwall - John Dee
- Leo Hatton - Lady Ann
- Landher Iturbe  - Príncipe Carlos
- Raül Tortosa  - Príncipe de Éboli
- Viveka Rytzner- Mary sealton

## Temporadas y episodios
| Temporada | Temporada | Episodios | Estreno             | Final                 | Audiencia media | Audiencia media | Audiencia media |
| Temporada | Temporada | Episodios | Estreno             | Final                 | Espectadores    | Cuota           |                 |
| --------- | --------- | --------- | ------------------- | --------------------- | --------------- | --------------- | --------------- |
|           | 1         | 6         | 24 de enero de 2017 | 28 de febrero de 2017 | 1 270 000       | 7,4%            |                 |

### Temporada única (2017)
| N.º (serie) | N.º (temp.) | Título                           | Director(es)                       | Guionista(s)                                        | Fecha de emisión      | Audiencia         |
| ----------- | ----------- | -------------------------------- | ---------------------------------- | --------------------------------------------------- | --------------------- | ----------------- |
| 1           | 1           | «El regreso»                     | José Luis Moreno y Manuel Carballo | José Luis Moreno y Francisco Javier Muñoz Fernández | 24 de enero de 2017   | 1 947 000 (11,0%) |
| 2           | 2           | «El matrimonio, razón de estado» | José Luis Moreno y Manuel Carballo | José Luis Moreno y Francisco Javier Muñoz Fernández | 31 de enero de 2017   | 1 271 000 (7,4%)  |
| 3           | 3           | «Conspiración»                   | José Luis Moreno y Manuel Carballo | José Luis Moreno y Francisco Javier Muñoz Fernández | 7 de febrero de 2017  | 1 228 000 (7,2%)  |
| 4           | 4           | «Venganza. El informe Rosso»     | José Luis Moreno y Manuel Carballo | José Luis Moreno y Francisco Javier Muñoz Fernández | 14 de febrero de 2017 | 1 098 000 (6,5%)  |
| 5           | 5           | «La abdicación»                  | José Luis Moreno y Manuel Carballo | José Luis Moreno y Francisco Javier Muñoz Fernández | 21 de febrero de 2017 | 1 097 000 (6,3%)  |
| 6           | 6           | «La decapitación»                | José Luis Moreno y Manuel Carballo | José Luis Moreno y Francisco Javier Muñoz Fernández | 28 de febrero de 2017 | 973 000 (6,2%)    |

#### Descubriendo 'Reinas, virgen y mártir'
| Programas emitidos | Programas emitidos    | Programas emitidos | Programas emitidos | Programas emitidos |
| N.º                | Fecha de emisión      | Espectadores       | Cuota              |                    |
| ------------------ | --------------------- | ------------------ | ------------------ | ------------------ |
| 1                  | 24 de enero de 2017   | 1 059 000          | 7,8%               |                    |
| 2                  | 31 de enero de 2017   | 566 000            | 4,7%               |                    |
| 3                  | 7 de febrero de 2017  | 565 000            | 4,7%               |                    |
| 4                  | 14 de febrero de 2017 | 434 000            | 3,5%               |                    |
| 5                  | 21 de febrero de 2017 | 111 000            | 3,1%               |                    |
| 6                  | 28 de febrero de 2017 | 61 000             | 2,2%               |                    |

## Crítica
La serie ha sido criticada por su alto presupuesto (alrededor de 2 millones de euros por episodio) en contraste con su (percibida) falta de calidad, por haber sido rodada en inglés y posteriormente doblada y por ciertas irregularidades en la producción (como que los supuestos guionistas no tengan ficha en IMDb).